# Сили спеціальних операцій Литви
Сили спеціальних операцій Литви (ССО Литви) (лит. Lietuvos Specialiųjų Operacijų Pajėgos) — рід військ, що забезпечує проведення спеціальних операцій Збройних сил Литви, формується виключно з ретельно відібраних, мотивованих і спеціально підготовлених фахівців. Основні завдання Сил спеціальних операцій є боротьба з тероризмом, спеціальна розвідка та звільнення заручників.    
Сили спеціальних операцій Литви de facto діють від 2002 року і були de jure створені 3 квітня 2008 року, коли поправки до закону про організацію військової служби Національної системи оборони вступили у силу. Сили були розгорнуті на базі підрозділу спеціальних операцій.

## Структура та завдання
Сили спеціальних операцій Литви (ССО) мають гнучку структуру, що полегшує створення загонів призначених для конкретних операцій та місій з-поміж власних складових. Ядро ССО Литви складають:
- Служба спеціального призначення (ССП - лит. Ypatingosios paskirties tarnyba);
- Єгерський батальйон «Вітовт Великий» (ЄБВТ - лит. Vytauto Didžiojo jėgerių batalionas);
- Служба бойових плавців[lt] (СБП - лит. Kovinių narų tarnyba);
- Повітряна група спеціальних операцій[lt] (ЕСО - лит. Specialiųjų operacijų grandis) (підпорядковується підрозділу оперативного рівня[en] управління).

Одним з основних завдань сил спеціальних операцій Литви є контр-терористичні операції за межами території Литви. ССО також виконують інші спеціальні місії: прямі акції, спеціальна розвідка, порятунок заручників та захист VIP-персон. ССО можуть застосовуватись на території Литви, коли правоохоронні органи не мають необхідних можливостей для реагування на терористичні атаки.

## Історія

### Створення
Незабаром після відновлення незалежності Литви від Радянського Союзу 11 березня 1990 року виникла потреба створення збройних формувань. Одним з перших подібних формувань був лит. Aukščiausiosios Tarybos Apsaugos Skyrius ("Департамент безпеки Вищої Ради"). Одним з головних завдань цього підрозділу був захист литовського парламенту. Протягом наступних років збройні сили Литви зазнавали різних змін структури. Після реорганізації в 1995 році каунаського  механізованого батальйону «Вітаутаса Великого», було утворено окремий єгерський батальйон «Вітаутас Великий» (названий на честь великого князя литовського Вітаутаса Великого, який згодом став основою для сил спеціальних операцій Литви.
Неофіційне створення служби спеціального призначення розпочалося у 1995 році; пройшло ще два роки допоки службу було створено офіційно. Після терористичних атак 9/11, основним завданням служби спеціального призначення стали контр-тероризм, ліквідація терористів та порятунок заручників. Членів служби спеціального призначення називали лит. Žaliukai, що означає зелений чоловічок і походить від Лісових братів. 
Після реорганізації 2007 року було створено Службу бойових плавців (СБП), основними завданнями якої стали спеціальні підводні та надводні операції. 
До найбільш засекречених підрозділів литовських сил спеціальних операцій відносяться загони під кодовою назвою Айтварас (названі на честь традиційного духу литовської міфології). Перше публічне визнання існування лит. Specialiųjų Operacijų Junginys (SOJ) "Aitvaras" (Групи спеціальних операцій "Василіск") відбулося у 2000 році, коли литовські моряки були захоплені у Гвінеї. Aitvaras виконує секретні місії.

### Історія застосування
Сили спеціальних операцій Литви брали участь у декількох місіях. 
Від 2002 по 2004 рік загони Aitvaras були задіяні в операції "Нескорена свобода" в Афганістані. Рівень підготовки та виконання завдань загонами ССО були особливо високо оцінені партнерами по коаліції.
Від 2005 по 2006 рік сили спеціальних операцій Литви були в оперативному піврічному підпорядкуванні Сил реагування НАТО. Від осені 2007, ССО брали участь у місіях Міжнародних сил сприяння безпеці під керівництвом НАТО у південному Афганістані. У 2008 році солдати ССО продовжили службу у складі Сил реагування НАТО.

## Зовнішні посилання
- Офіційна сторінка сил спеціальних операцій Литви
- Відео-презентація сил спеціальних операцій Литви
- Відео-презентація  Єгерського батальйону «Вітовт Великий»